# François Pointet
Pour les articles homonymes, voir Pointet.
François Pointet, né le 25 juin 1969 à Lausanne (originaire de Corcelles-près-Concise), est une personnalité politique suisse, membre des Vert'libéraux. Il est député du canton de Vaud au Conseil national de 2019 à 2023.

## Biographie
François Pointet naît le 25 juin 1969 à Lausanne. Il est originaire d'une autre commune vaudoise, Corcelles-près-Concise.
En 1997, à l'issue de ses études à l'Université de Lausanne, il obtient un doctorat en mathématiques,. Il effectue ensuite des études postdoctorales à Cologne. Il fait ensuite carrière dans l'informatique,.
Il a le grade de sergent à l'armée.
Il vit à Jongny, dans le district de la Riviera-Pays-d'Enhaut, est marié et a deux filles,. Sa femme est membre de la Municipalité de Jongny et l'une de ses filles, Cloé Pointet, est députée des Verts'libéraux au Grand Conseil du canton de Vaud.

## Parcours politique
François Pointet commence la politique en 2010, année de la création de la section vaudoise des Vert'libéraux. Il est président de la section cantonale de 2014 à 2020,.
Il devient membre du Grand Conseil du canton de Vaud en juillet 2017. Il en démissionne deux ans plus tard, en novembre 2019, après son élection au Conseil national, où il obtient un deuxième siège pour les Vert'libéraux vaudois. Il est membre de la Commission de la politique de sécurité (CPE). Il n'est pas réélu en 2023.